# Бојан Јоргачевић
Бојан Јоргачевић (рођен 12. фебруара 1982. у Београду) је бивши српски фудбалер који је играо на позицији голмана.

## Клупска каријера
Са девет година је постао члан београдског Рада. За први тим Рада је дебитовао у сезони 2002/03. а у истој сезони је бранио и на позајмици у Динама из Панчева. На голу Рада се усталио од сезоне 2003/04. У јулу 2007. из тадашњег друголигаша са Бањице прелази у белгијски Гент и постаје стандардан на голу екипе са којом осваја Куп Белгије 2010. године. Након Гента је стајао на голу Клуб Брижа (2011–13), да би каријеру наставио у турском Кајзери Ерчејиспор. Последњи клуб му је био Левски из Софије.

## Репрезентација
За А репрезентацију Србије бранио на 7 сусрета. Дебитовао 17. новембра 2010. на пријатељском сусрету против Бугарске (1:0) у Софији, док је последњи пут стајао на голу „орлова“ у поразу од Словеније (0:1), у мечу квалификација за Европско првенство 2012.